# 안도 마사히로

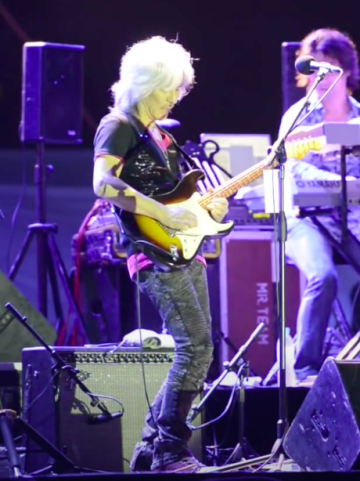

안도 마사히로(일본어: 安藤 正容, 1954년 9월 16일 ~ )는 일본의 기타리스트이다. 일본의 퓨전재즈 밴드 티스퀘어의 리더로 활동하고 있다.